# Taieri Ridge
Die Taieri Ridge ist wie die Rock and Pillar Range ein Bruchschollengebirge am östlichen Rand von Zentral-Otago auf der  Südinsel von Neuseeland.

## Geografie
Die Taieri Ridge befinden sich rund 60 km nordnordwestlich von Dunedin, wo sich die Bergkette über eine Länge von rund 30 km in Südwest-Nordost-Richtung entlang der Verwerfung der Taieri Ridge Fault erstreckt, die auch als Horse Flat Road Fault bekannt ist und sich bis zu den Kakanui Mountains hinzieht. Östlich der Bergkette zieht der die Ebene von Strath Taieri durchquerenden Taieri River vorbei. Noch im Einzugsbereich der Taieri Ridge liegen im Osten die beiden riesigen Goldabbaufelder von Macraes Flat. Politisch aufgeteilt ist die Bergkette zwischen dem Waitaki District und dem Central Otago District.

## Natur und Landschaft
Die sanfte Kammlinie der Taieri Ridge zieht sich über 600–700 m hin. Die Westhänge verlaufen trotz zerklüfteter Einschnitte sanft abfallend, wogegen die Ostseite steil aufragt. Landschaftlich gesehen verspricht die Erhebung nichts Spannendes. Für Geologen hingegen ist der ca. 20 Millionen Jahre alter Krater im südöstlichen Teil des Grates interessant. 
Wo es geht, werden die Hänge für die Schafzucht genutzt, wogegen im Rest der Landschaft weiterhin das Tussockgras dominiert. Die herumliegenden Felsen mit ihren zuweilen bizarren Formationen bieten der Glattechse (Scincidae) idealen Schutz. Neben zahlreichen Insektenarten ist aus der Gattung der Vögel der Maorifalke (Falco novaeseelandiae) als nennenswert zu erwähnen.

## Nutzung
Neben der Farmwirtschaft und der Schafzucht sind noch ein paar Wissenschaftlern aus dem Bereich Geologie der University of Otago an dem Gebiet interessiert, bietet doch der 700 m breite und ca. 1000 m lange Krater den Studenten aus Dunedin geeignetes Studienmaterial.